# First Time (Robin Beck)
First Time is een nummer van de Amerikaanse zangeres Robin Beck uit 1988. Het is de eerste single van haar tweede studioalbum Trouble or Nothin'.
"First Time" werd in de eerste instantie opgenomen voor een Coca-Cola reclame uit 1987. De power ballad was Becks eerste single in negen jaar. Hoewel het nummer flopte in Amerika, werd het in Europa een enorme hit. Het bereikte in veel landen de nummer 1-positie, waaronder ook in de Nederlandse Top 40 en de Vlaamse Radio 2 Top 30.

## Hitnoteringen

### Nederlandse Top 40
| Hitnotering: 10-12-1988 t/m 25-02-1989 | Hitnotering: 10-12-1988 t/m 25-02-1989 | Hitnotering: 10-12-1988 t/m 25-02-1989 | Hitnotering: 10-12-1988 t/m 25-02-1989 | Hitnotering: 10-12-1988 t/m 25-02-1989 | Hitnotering: 10-12-1988 t/m 25-02-1989 | Hitnotering: 10-12-1988 t/m 25-02-1989 | Hitnotering: 10-12-1988 t/m 25-02-1989 | Hitnotering: 10-12-1988 t/m 25-02-1989 | Hitnotering: 10-12-1988 t/m 25-02-1989 | Hitnotering: 10-12-1988 t/m 25-02-1989 | Hitnotering: 10-12-1988 t/m 25-02-1989 | Hitnotering: 10-12-1988 t/m 25-02-1989 |
| Week                                   | 1                                      | 2                                      | 3                                      | 4                                      | 5                                      | 6                                      | 7                                      | 8                                      | 9                                      | 10                                     | 11                                     |                                        |
| -------------------------------------- | -------------------------------------- | -------------------------------------- | -------------------------------------- | -------------------------------------- | -------------------------------------- | -------------------------------------- | -------------------------------------- | -------------------------------------- | -------------------------------------- | -------------------------------------- | -------------------------------------- | -------------------------------------- |
| Nummer                                 | 21                                     | 11                                     | 3                                      | 1                                      | 2                                      | 3                                      | 6                                      | 11                                     | 19                                     | 27                                     | 40                                     | uit                                    |

### Nationale Hitparade Top 100
| Hitnotering: 03-12-1988 t/m 11-03-1989 | Hitnotering: 03-12-1988 t/m 11-03-1989 | Hitnotering: 03-12-1988 t/m 11-03-1989 | Hitnotering: 03-12-1988 t/m 11-03-1989 | Hitnotering: 03-12-1988 t/m 11-03-1989 | Hitnotering: 03-12-1988 t/m 11-03-1989 | Hitnotering: 03-12-1988 t/m 11-03-1989 | Hitnotering: 03-12-1988 t/m 11-03-1989 | Hitnotering: 03-12-1988 t/m 11-03-1989 | Hitnotering: 03-12-1988 t/m 11-03-1989 | Hitnotering: 03-12-1988 t/m 11-03-1989 | Hitnotering: 03-12-1988 t/m 11-03-1989 | Hitnotering: 03-12-1988 t/m 11-03-1989 | Hitnotering: 03-12-1988 t/m 11-03-1989 | Hitnotering: 03-12-1988 t/m 11-03-1989 | Hitnotering: 03-12-1988 t/m 11-03-1989 |
| Week                                   | 1                                      | 2                                      | 3                                      | 4                                      | 5                                      | 6                                      | 7                                      | 8                                      | 9                                      | 10                                     | 11                                     | 12                                     | 13                                     | 14                                     |                                        |
| -------------------------------------- | -------------------------------------- | -------------------------------------- | -------------------------------------- | -------------------------------------- | -------------------------------------- | -------------------------------------- | -------------------------------------- | -------------------------------------- | -------------------------------------- | -------------------------------------- | -------------------------------------- | -------------------------------------- | -------------------------------------- | -------------------------------------- | -------------------------------------- |
| Nummer                                 | 51                                     | 20                                     | 6                                      | 1                                      | 1                                      | 2                                      | 4                                      | 8                                      | 9                                      | 20                                     | 30                                     | 46                                     | 59                                     | 86                                     | uit                                    |

### NPO Radio 2 Top 2000
| Nummer met noteringen in de NPO Radio 2 Top 2000 | '99  | '00  |
| ------------------------------------------------ | ---- | ---- |
| First Time                                       | 1473 | 1767 |

1. ↑  Een vetgedrukt getal geeft de hoogste notering aan.
2. ↑  Deze tabel is bijgewerkt tot en met de laatste editie (2024).